# ピーター・キムリン
ピーター・キムリン（Peter Kimlin、1985年7月11日 - ）は、オーストラリア出身のラグビー選手。

## プロフィール
- ポジションはロック(LO)。
- 身長 198cm、体重 110kg
- ニックネームはキモ。
- オーストラリア代表に選ばれたことがある[2]。

## 来歴
キャンベラグラマー高校、スウィンバーニー大学、ブランビーズ、エクセター・チーフス、グルノーブルを経て、2017年、豊田自動織機シャトルズに加入。同年8月27日に行われたジャパンラグビートップリーグ第6節の東芝ブレイブルーパス戦に先発出場で公式戦初出場を果たした。
2019年、豊田自動織機シャトルズを退団した。